# Honda City

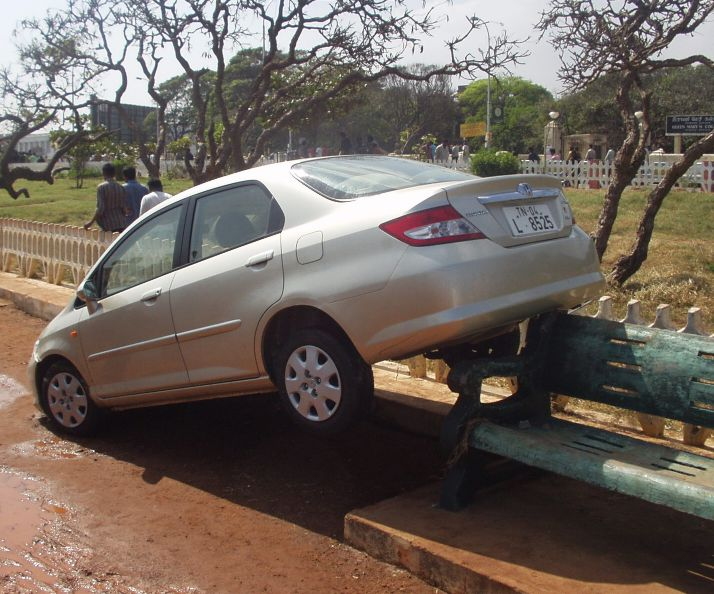
Een Honda City na de rampzalige gevolgen van de zeebeving Indische Oceaan 2004

De Honda City is een automodel van Japanse autofabrikant Honda. Dit model wordt niet in Europa ingevoerd, en heet in China Honda Fit en in Japan Honda Fit Aria.

## Honda City AA/FA/VF (1981-1986)

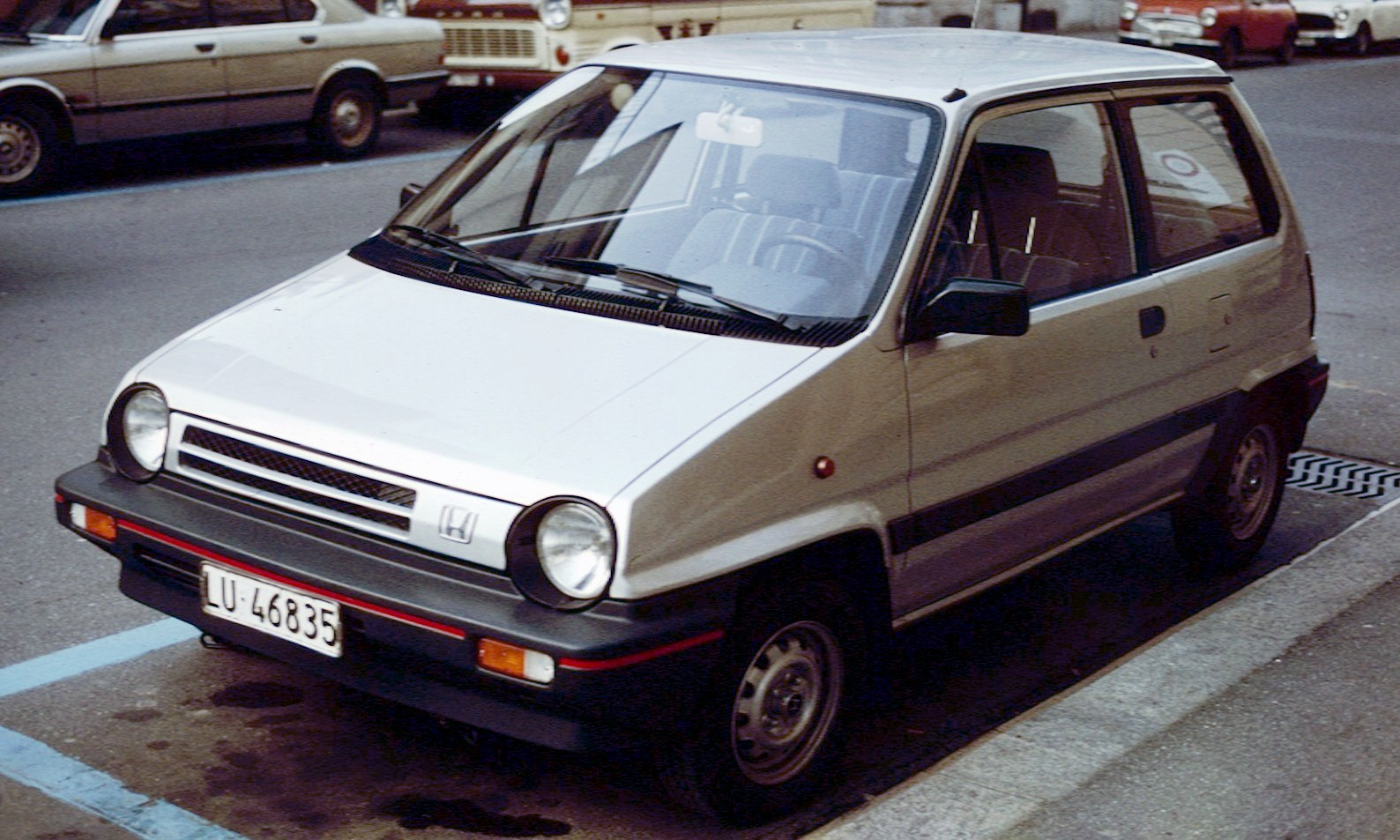
Honda City/Jazz

De eerste generatie Honda City werd geïntroduceerd in november 1981, als kleiner alternatief voor de Honda Civic. De eerste generatie Honda City werd geleverd als hatchback (AA), cabrio en bredere hatchback met geforceerde inductie (FA) en bestelbus (VF). Het standaard hatchback-model biedt ruimte aan vijf inzittenden. De grootte van het voertuig (3,38 × 1,57 × 1,47 meter) voorkwam dat dit model binnen de kei car regulaties viel.
Deze generatie City werd in Nederland geleverd als Honda Jazz.

### Ontwerp
De Honda City AA introduceerde het tall boy-ontwerp of 'Tall Top Design', een design waarbij de auto 'ongebruikelijk' hoog en recht is en de vier wielen ver naar de uiteinden van het voertuig staan. Hierdoor biedt het interieur meer ruimte aan de inzittenden. Het exterieur van de Honda City kenmerkt zich door de ronde koplampen die ontwerpinspiratie geweest zijn voor de Honda e. In maart 1985 kreeg de City een facelift waarbij de grille een asymmetrisch ontwerp kreeg met het Honda-logo linksvoor.

### Aandrijving
De eerste generatie Honda City heeft voorwielaandrijving en heeft een dwarsgeplaatste motor. Het maximale vermogen en koppel verschillen afhankelijk van de uitvoering en gekozen transmissie.
Alle modellen beschikken over de 1,2-liter viercilinder ER benzinemotor, met Compound Vortex Controlled Combustion-technologie en een katalysator (CVCC-II). In Japanse modellen en uitvoeringen is de CVCC-technologie ook bekend als COMBAX (een acroniem voor COMpact Blazing-combustion AXiom). Japanse ER-motoren beschikken over 12 kleppen en werken op ongelode benzine, Europese motoren over 8 kleppen en vereisen gelode benzine.
De City Turbo en Turbo II beschikken over dezelfde ER motor met een lagere compressieverhouding.

#### Transmissie
Op 24 april 1985 werd de Honda Hypershift transmissie geïntroduceerd. Deze transmissie beschikt over vier standaard versnellingen en een achteruit. De tweede, derde en vierde versnelling beschikken daarnaast over een hoge en lage verhouding waarmee in totaal zeven versnellingen worden gesimuleerd.

### Motocompo
De Honda City werd geleverd met een opvouwbare 49 cc brommer - trabai in het Japans - die past in de kofferruimte. Deze brommer heeft een maximaal vermogen van 2,5 pk.

Motocompo trabai
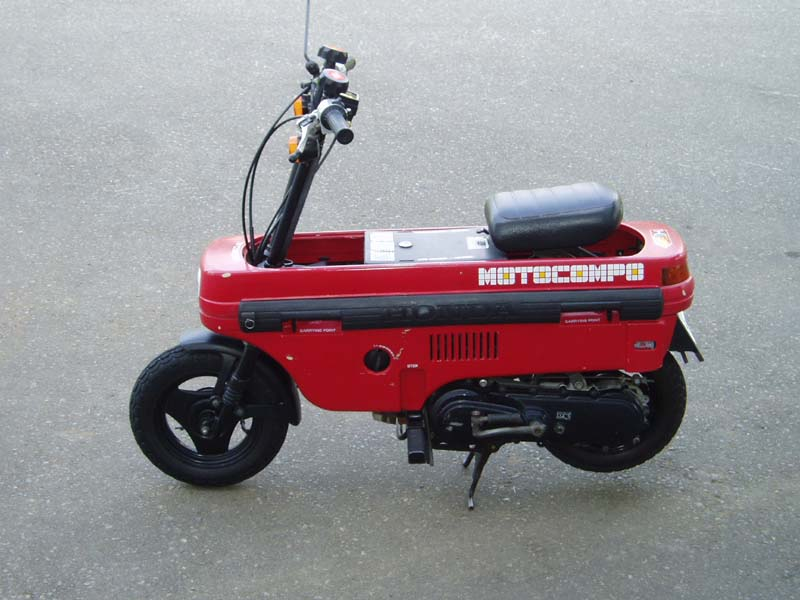
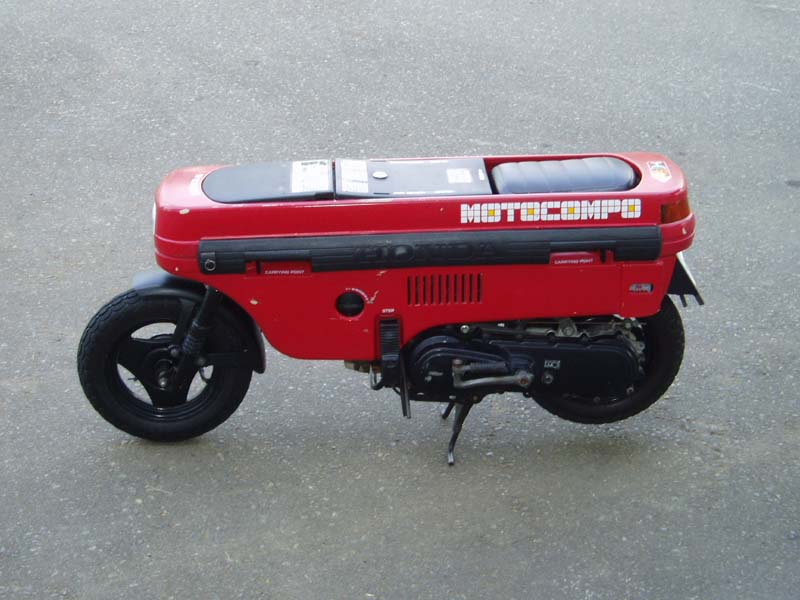
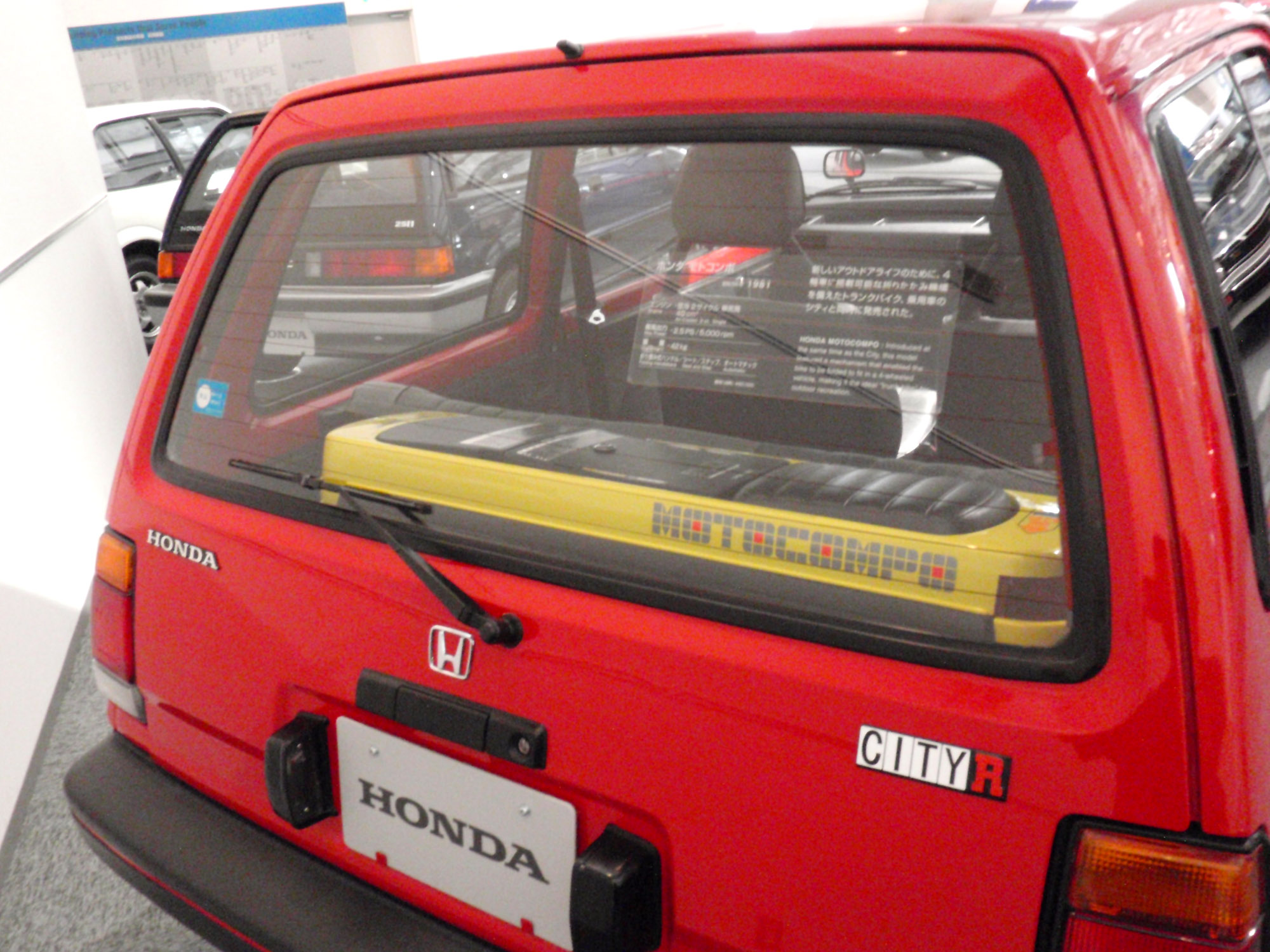
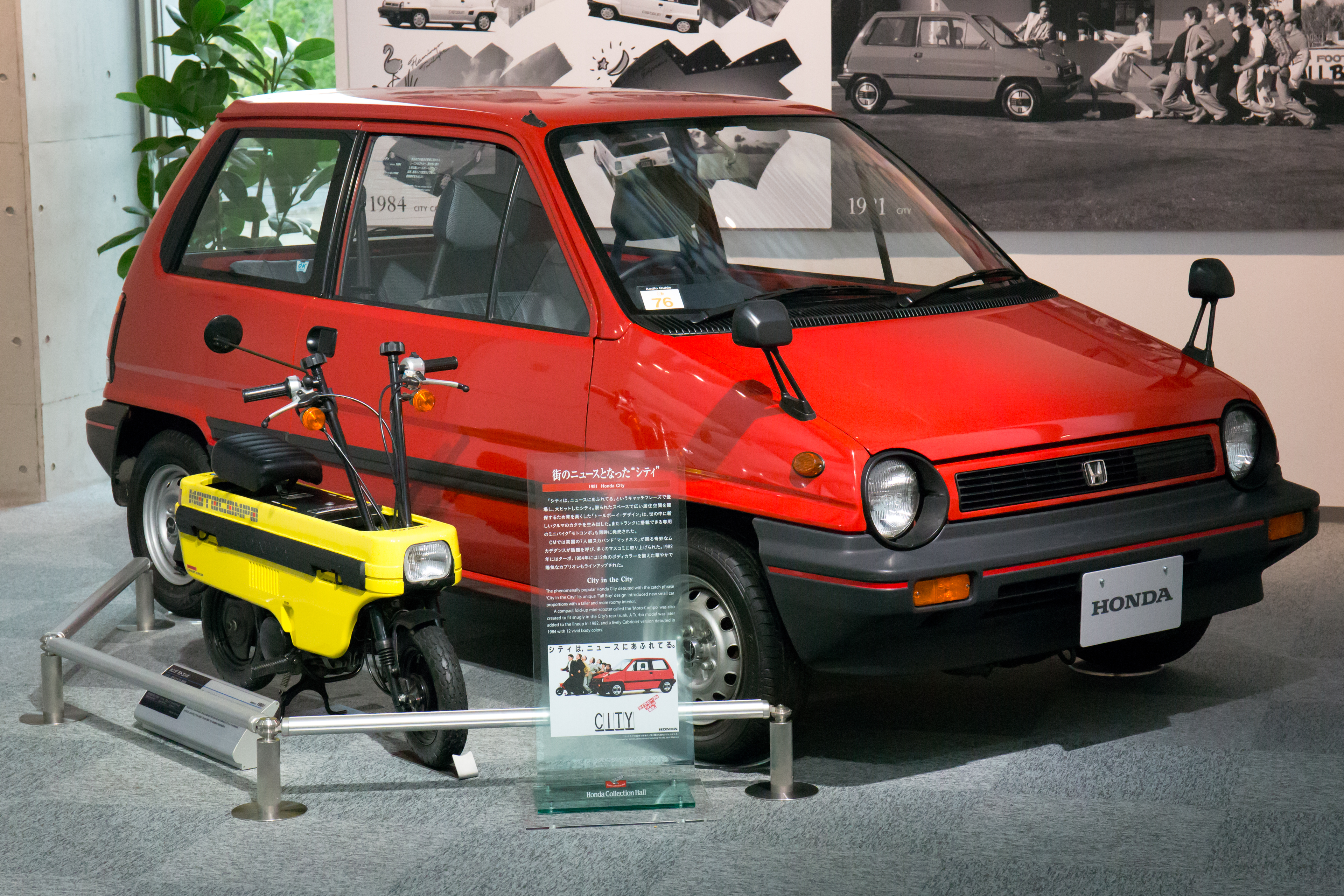

### Honda City AA

#### Honda City E, E1, E2 en E3
De Honda City kon geleverd worden als brandstofefficiënte E-uitvoering. Deze modellen maakten gebruik van dezelfde benzinemotor als alle andere uitvoeringen, maar beschikten over handgeschakelde en automatische transmissies met een hogere eindoverbrenging ten behoeve van een (theoretisch) lager brandstofverbruik. Daarnaast was een boordcomputer aanwezig in het interieur. De E3-uitvoering profiteerde van de motor-update van maart 1985 waarbij drijfstangen gemaakt van een lichter composiet geïntroduceerd werden.

#### Honda City R

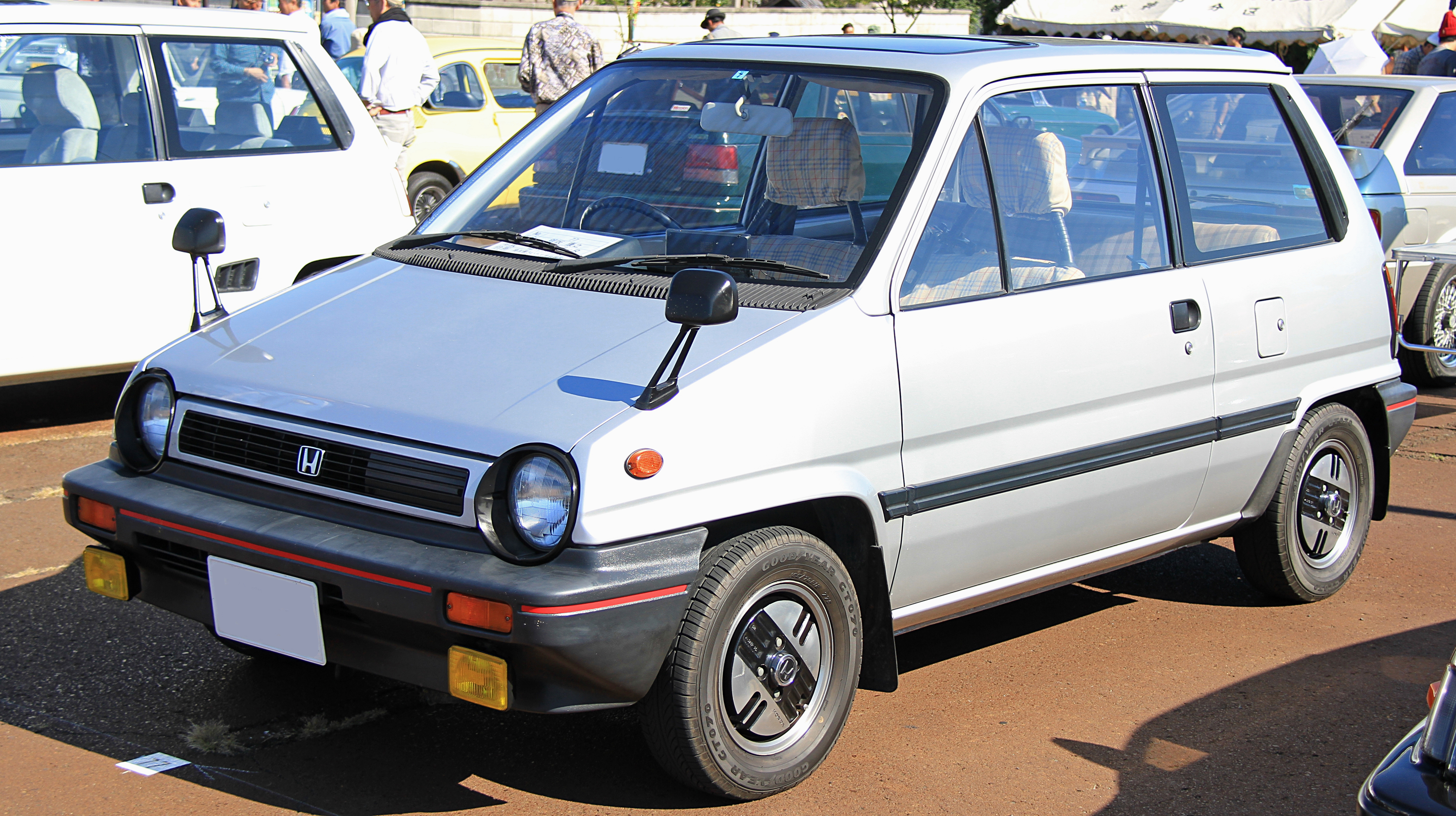
Honda City R

De Honda City R is een meer sportief aangeklede uitvoering van dit automodel. Deze uitvoering heeft meer vermogen en koppel, en heeft een hogere topsnelheid.
Op 26 november 1982 werd de R Manhattan Roof-optie geïntroduceerd die een hoger dak heeft dan de overige modellen (1,57 meter i.p.v. 1,47 meter). Deze uitvoering was optioneel leverbaar met R Manhattan Sound-optie en een elektrische zonnedak. Het geluidsysteem is bevestigd aan het dak en beschikt over Bodysonic die de stoelen geluidsgolven laten doorgeven. De Honda City R Manhattan Roof-uitvoeringen met de Manhattan Sound-optie hebben stickers over beide zijkanten en achterkant van de 10 centimeter hoge dak-verhoging.

#### Honda City Turbo

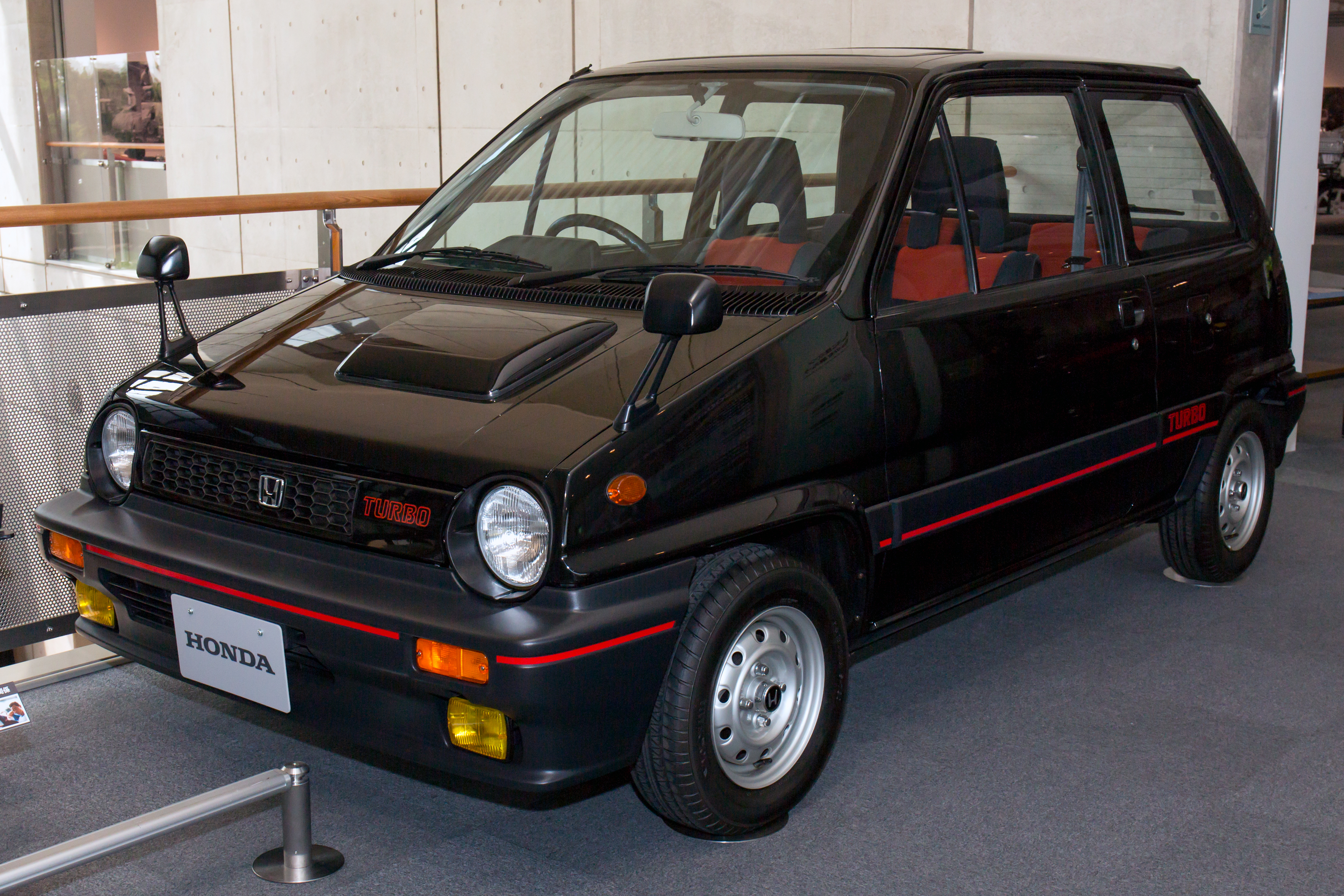
Honda City Turbo (AA)

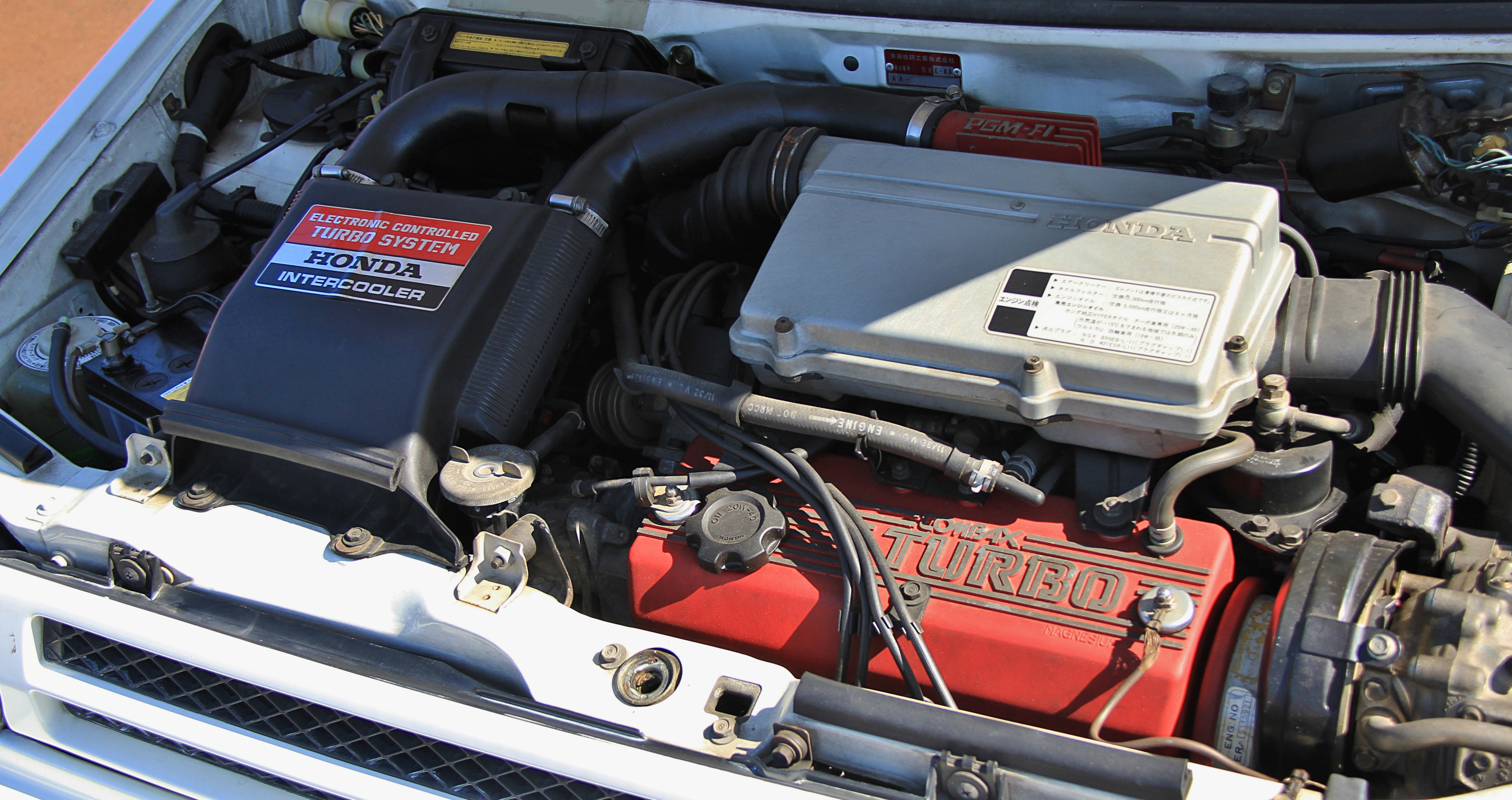
Motorruimte van een Honda City Turbo

Op 20 september 1982 werd de Honda City Turbo geïntroduceerd. Deze uitvoering beschikt over de 1,2-liter ER benzinemotor met geforceerde inductie door een Ishikawajima Heavy Industry RHB51 turbolader. De motor maakt gebruik van Honda's PMG-FI-technologie (Programmed Fuel Injection), een type elektronische brandstofinjectie. Dit model heeft een maximaal vermogen van 74 kW of 100 pk bij 5500 tpm en een maximaal koppel van 147 Nm bij 3000 tpm. Deze uitvoering is herkenbaar aan de motorkap met een verhoging erop. Het onderstel van deze uitvoering maakt gebruik van progressieve veren en stabilisatorstangen voor en achter. De schijfremmen voor zijn geventileerd en de remblokken van de achterremschijf hebben een semi-metale samenstelling.

#### Honda City U

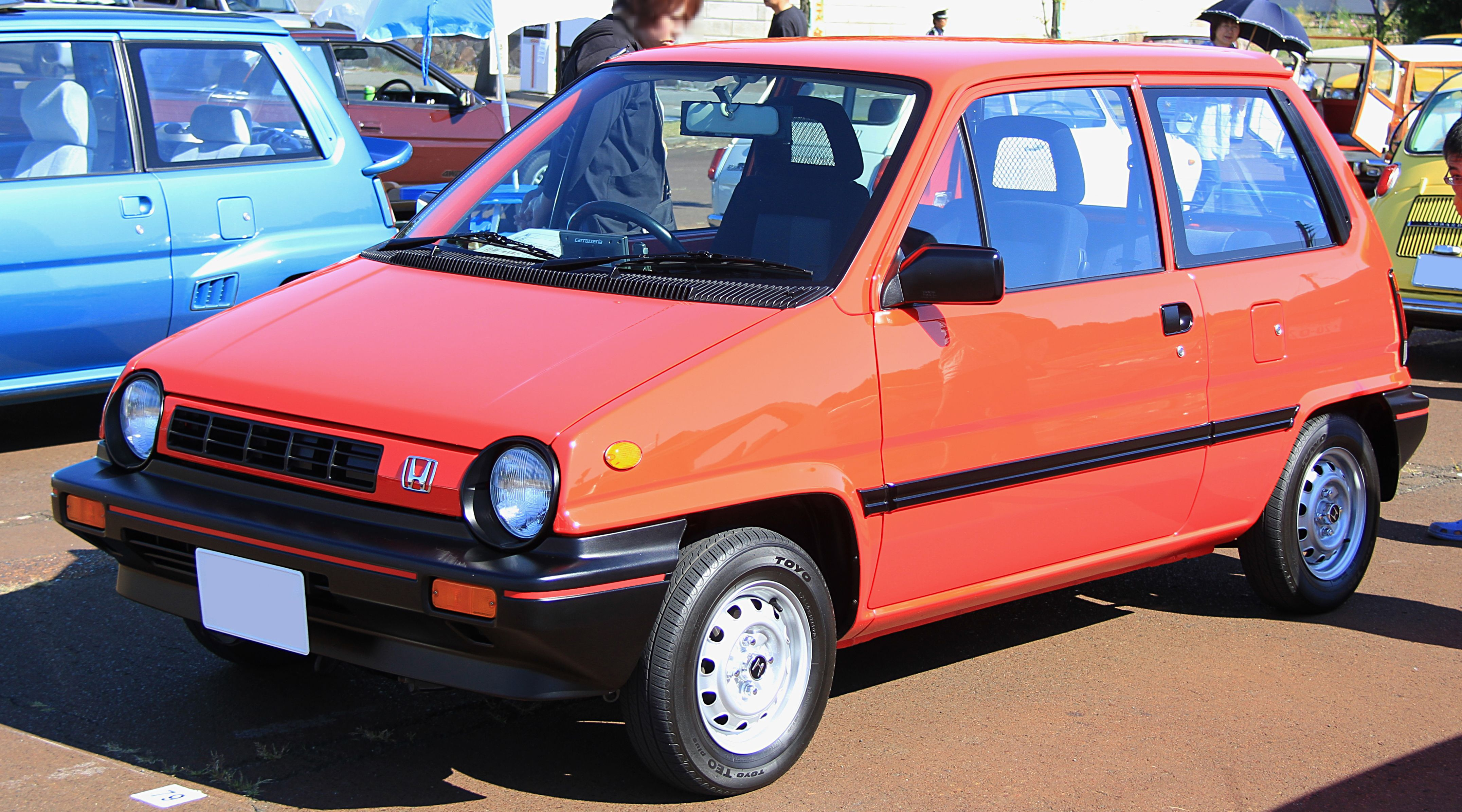
Honda City U

De Honda City U is een uitvoering die werd toegevoegd aan het leveringsprogramma in maart 1985 met een lagere verkoopprijs. Dit is het enige model voor de niet-commerciële Japanse markt met een handgeschakelde transmissie met vier versnellingen.

### Honda City FA

#### Honda City Turbo II

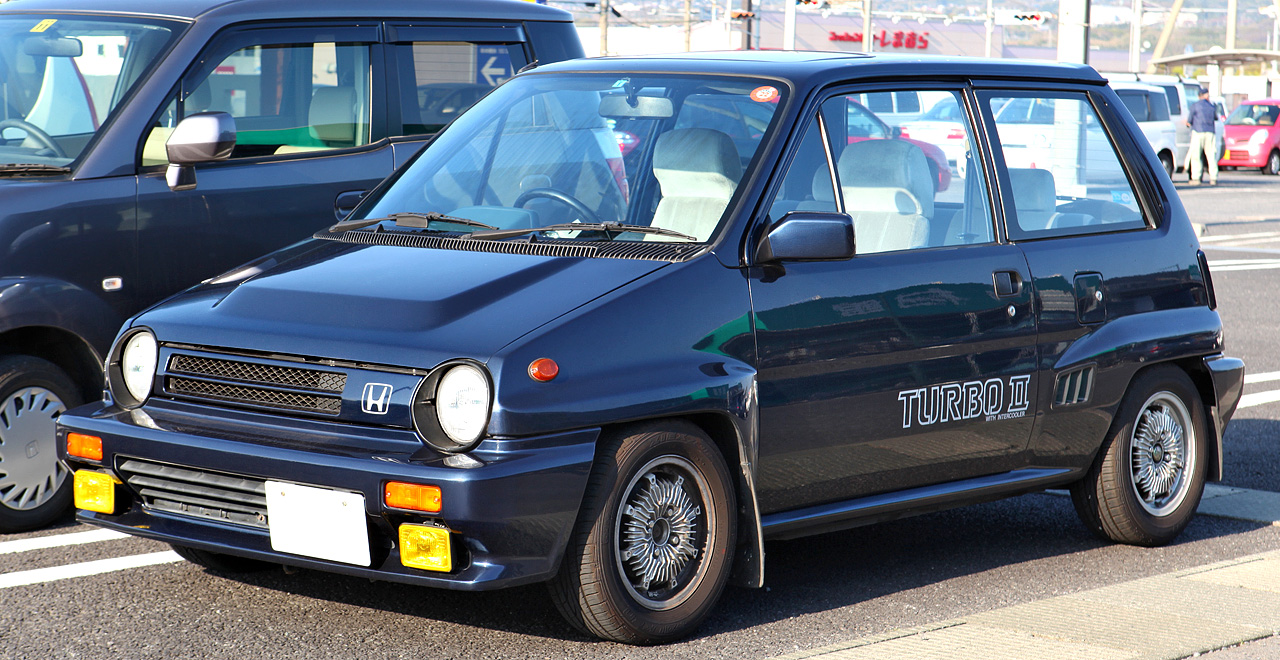
Honda City Turbo II (FA)

Op 26 oktober 1983 werd de verbeterde City Tubo II geïntroduceerd. De motor was nagenoeg ongewijzigd, maar was nu uitgerust met een intercooler, hogere turbodruk, ander inlaatspruitstuk, grotere gasklep en aangepast uitlaattraject. De spoorbreedte van de Turbo II is voor 30 mm en achter 20 mm breder dan de standaard City, en heeft daarom een andere chassiscode gekregen (FA i.p.v. AA). De banden van de Turbo II zijn ook breder. De Honda City II heeft een maximaal vermogen van 81 kW of 110 pk bij 5500 tpm en een maximaal koppel van 159,8 Nm bij 3000 tpm.

#### Honda City Cabrio

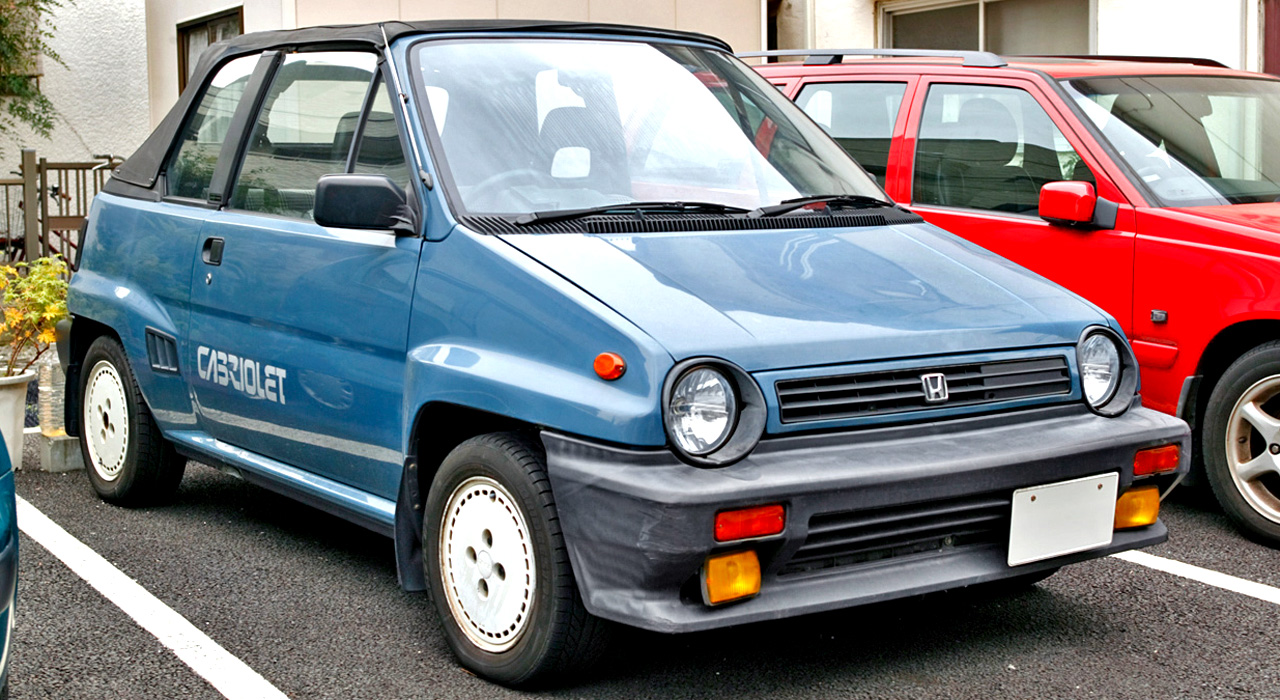
Honda City Cabriolet (FA)

Op 4 juli 1984 werd de Honda City Cabrio geïntroduceerd. De dakconstructie is getekend door het Italiaanse Pininfarina. De achterruit is van glas en unieke lakkleuren waren beschikbaar.

### Honda City VF
De eerste generatie Honda City werd ook verkocht als bestelbus voor de commerciële markt. Deze voertuigen kregen het voorvoegsel Pro en de chassiscode VF. Alle City Pro-modellen werden zonder rembekrachtiging en met handmatige choke.

#### Honda City Pro T en Honda City Pro F
Modellen met twee zitplaatsen werden City Pro T genoemd, en modellen met vijf zitplaatsen City Pro F. Deze modellen hebben minder vermogen en koppel en lagere topsnelheid dan de overige modellen.